# Ришелл, Пол
Пол Ришелл (англ. Paul Rishell; род. 17 января 1950, Нью-Йорк, США) — американский блюзовый гитарист, певец и автор песен. Номинант Blues Music Awards в номинациях «Альбом акустического блюза» (2013), «Исполнитель акустического блюза» (2013); в составе группы Paul Rishell & Annie Raines — лауреат Blues Music Awards в номинации «Альбом акустического блюза» (2000), номинант Blues Music Awards в номинациях «DVD» (2010), «Альбом традиционного блюза» (1997, 2000), «Альбом акустического блюза» (1997, 2005, 2009), «Исполнитель акустического блюза» (1997, 2005, 2009, 2010) . 

## Биография
Родился 17 января 1950 года в Нью-Йорке в семье методистского проповедника и норвежской художницы. Будучи подростком играл на барабанах, создал группу Ventures Wannabes, исполнявшую сёрф-рок и рок-н-ролл. В 1963 году, познакомившись с записями дельта-блюз музыкантов, продал установку, купил гитару и стал её осваивать. Как вспоминал сам музыкант: «Сон Хаус был для меня чем-то невероятным, потому что [в его творчестве] я мог слышать всё, что слышал раньше: я мог слышать Элвиса Пресли, Джерри Ли Льюиса, Майлза Дэвиса и Телониуса Монка. Я подумал: „Ну, все они слушали этого парня. Им приходилось, потому что все звучали как он“. Вот тогда я и решил, что именно отсюда пошло все, что мне нравилось» . 
К 1970 году Пол Ришелл овладел как акустической, так и электрогитарой и работал в качестве сайдмена и студийного музыканта в Бостоне. С 1975 года выступал сольно. В 1980-годы сделал паузу для создания семьи, и его жена стала менеджером музыканта. В 1990 году выпустил свой первый, наполовину акустический, наполовину электрический альбом Blues on a Holiday, который был встречен очень хорошо. В 1993 году записал свой второй альбом, на котором в качестве гостей выступили Ronnie Earl and the Broadcasters и харпер Энни Рейнс .
В конце 1980-х познакомился  с Энни Рейнс, которая попросила его заменить того музыканта на концерте, с кем она тогда работала. В 1993 году Пол Ришелл в свою очередь попросил её участвовать в его гастролях и в том же году они создали дуэт, существующий по настоящее время.
Жена Ришелла умерла в 1996 году. После её смерти женился на своей коллеге по дуэту Энни Рейнс. Живёт в Ньютоне  . Как и его жена, занимается преподаванием и просветительством в области блюза, записывал обучающие видео, с 2011 по 2022 год — приглашённый преподаватель в музыкальном колледже Беркли 
«Пол Ришелл на редкость совершенный гитарист, разбушевавшийся слайд-монстр на своём резонаторном National…случайно уцелевший блюзовый стилист, ходячая энциклопедия настроек блюзовой гитары, техники правой руки и его репертуар блюзовых стилей кажется безграничным: от регтайма до дельта-блюза Миссисипи, от музыки странствующих музыкантов до пидмонт-блюза, от мемфис-блюза до чикаго-блюза — он это всё играет превосходно и эмоционально»
Музыкант Джон Себастиан, создатель группы The Lovin’ Spoonful сказал про Ришелла, впервые услышав его игру: «Этот парень настолько хорош, что скорее всего он давно умер» .

## Дискография

### Сольно
- Blues on a Holiday (1990)
- Swear To Tell The Truth (1993)

### В составе Paul Rishell & Annie Raines
- I Want You To Know (1996)
- Moving to the Country (2000)
- Goin' Home (2004)
- A Night In Woodstock (2008)
- Talking Guitar (2012)gator)

### Как гость
- Пайнтоп Перкинс  — On Top (1992)
- Сьюзан Тедески — Wait For Me (2002)
- Джефф Малдор — Rare And Unissued — Collectors Items 1963—2008 (2008)